# Joanna Grudzińska
Joanna Grudzińska, właściwie hrabianka Joanna Nepomucena Barbara Grudzińska herbu Grzymała, później księżna łowicka-romanowowska (ur. 29 września 1791 w Poznaniu, zm. 17 listopada?/29 listopada 1831 w Carskim Siole) – księżna łowicka, morganatyczna żona wielkiego księcia Konstantego.
Była córką ostatniego właściciela Chodzieży, Antoniego Grudzińskiego. Dnia 27 maja 1820 roku poślubiła wielkiego księcia Konstantego Pawłowicza Romanowa po tym, jak ten rozwiódł się po 20 latach separacji ze swoją pierwszą żoną, księżną Julią z Saksonii-Coburga-Saalfeld. Ze względu na małżeństwo morganatyczne Konstanty w 1823 roku zrzekł się praw do tronu rosyjskiego. Po potrójnym ślubie (prawosławny, katolicki i cywilny) otrzymała tytuł księżnej łowickiej.
Jej siostrę Antoninę pojął za żonę Dezydery Chłapowski, uczestnik wojen napoleońskich i generał powstania listopadowego. Druga z sióstr, Józefa, wyszła za mąż za Wacława Gutakowskiego.
Zmarła w Carskim Siole zaledwie pół roku po śmierci (15 maja 1831 na cholerę) księcia Konstantego. Umierała przy Mikołaju I, który po jej śmierci kazał odmłodzić ją w dacie urodzenia o 8 lat ze względu na jej młodą twarz. Tam też została pochowana. Jej szczątki ekshumowano w 1929 roku i przeniesiono do Rąbinia pod Śremem – gdzie pochowana została przy kościele Świętych Apostołów Piotra i Pawła, obok siostry Antoniny i jej męża Dezyderego Chłapowskiego.
Nie wywarła żadnego większego wpływu na życie publiczne w Polsce. Wszystko wskazuje na to, że popierała carski program polityczny. Była przeciwniczką powstania listopadowego, w którym nie dostrzegała aspektów narodowych, ale jedynie rebelię przeciwko rodzinie carskiej. Aktywność społeczną ograniczała do akcji religijnych i filantopijnych.
W 1908 roku Wacław Gąsiorowski opublikował powieść historyczną o losach Joanny Grudzińskiej pt. Księżna łowicka, a w 1932 roku powstał polski film fabularny pod tym samym tytułem z Jadwigą Smosarską w roli tytułowej.